# Flancourt-Catelon

Flancourt-Catelon este o comună în departamentul Eure, Franța. În 1 ianuarie 2018 avea o populație de 497 de locuitori.